# C.J. Miles
Calvin Andre „C.J.” Miles Jr. (ur. 18 marca 1987 w Dallas) – amerykański koszykarz, występujący na pozycjach obrońcy oraz skrzydłowego.
W 2005 wystąpił w meczu gwiazd amerykańskich szkół średnich - McDonald’s All-American.
Po wyborze w drafcie 2005 z numerem 34, stał się najmłodszym zawodnikiem w historii klubu Utah Jazz, trafiając do niego prosto ze szkoły średniej.
18 lipca 2017 podpisał trzyletnią umowę z Toronto Raptors, wartą 25 milionów dolarów.
7 lutego 2019 trafił w wyniku wymiany do Memphis Grizzlies. 6 lipca trafił w wyniku wymiany do Washington Wizards. 12 stycznia 2020 opuścił klub.
20 grudnia 2021 zawarł 10-dniowy kontrakt z Boston Celtics. Po jego wygaśnięciu opuścił klub.